# Phaeoceros erectus
Phaeoceros erectus là một loài rêu trong họ Anthocerotaceae. Loài này được Udar & D.K. Singh mô tả khoa học đầu tiên năm 1981.